# Der rote Baum
Der rote Baum ist der Titel eines Gemäldes, das die russische Künstlerin Marianne von Werefkin 1910 in München malte. Das Werk gehört zum Bestand der Fondazione Marianne Werefkin (FMW) in Ascona. Es trägt die Inventar-Nummer FMW-0-0-17. Eine vorausgegangene bunte Gouache existiert in der FMW im Skizzenbuch Nr.:a/21.

## Technik, Maße und Beschriftung
Es handelt sich um eine Temperamalerei auf Karton, 75,5 × 56,5 cm. Beschriftungen gibt es keine.

## Ikonographie
Das Gemälde Der rote Baum ist ein hierarchisch anmutendes Bild. Ihm haftet etwas „Kulthaftes“ aus russischer vorgeschichtlicher Zeit an. Im Wesentlichen besteht dieses Bild nur aus wenigen markanten Motiven. Es dominieren in der Mittelachse ein steiler Kegelberg und ein Baum, unter dem ein Mensch hockt, der nach rechts auf eine Kapelle blickt. Hinter dieser befindet sich ein gelber Busch.
Die drei Grundfarben beherrschen die Szenerie. Das Gelb, die lichtstärkste dieser Farben, spielt zwar quantitativ die geringste Rolle. In bewegten Linien und Wirbeln dargestellt, signalisiert sie die Fähigkeit zu aggressiver, unkontrollierbarer Expansion.
Das Rot dagegen, der Inbegriff aller kosmischen und innermenschlichen Lebenskräfte, ist in einer dreigliedrigen, blühenden Baumkrone gezügelt. Der Baum kann als Lebensbaum verstanden werden. Der mächtige Berg mit einer schneebedeckten Doppelspitze überragt die Bildmitte und fasst alle Details der Darstellung zusammen. Er wurde von der Malerin mit Strömen von Blau überzogen, die aus eisiger Höhe herabzufließen scheinen.

## Vom Breitformat zum Hochformat

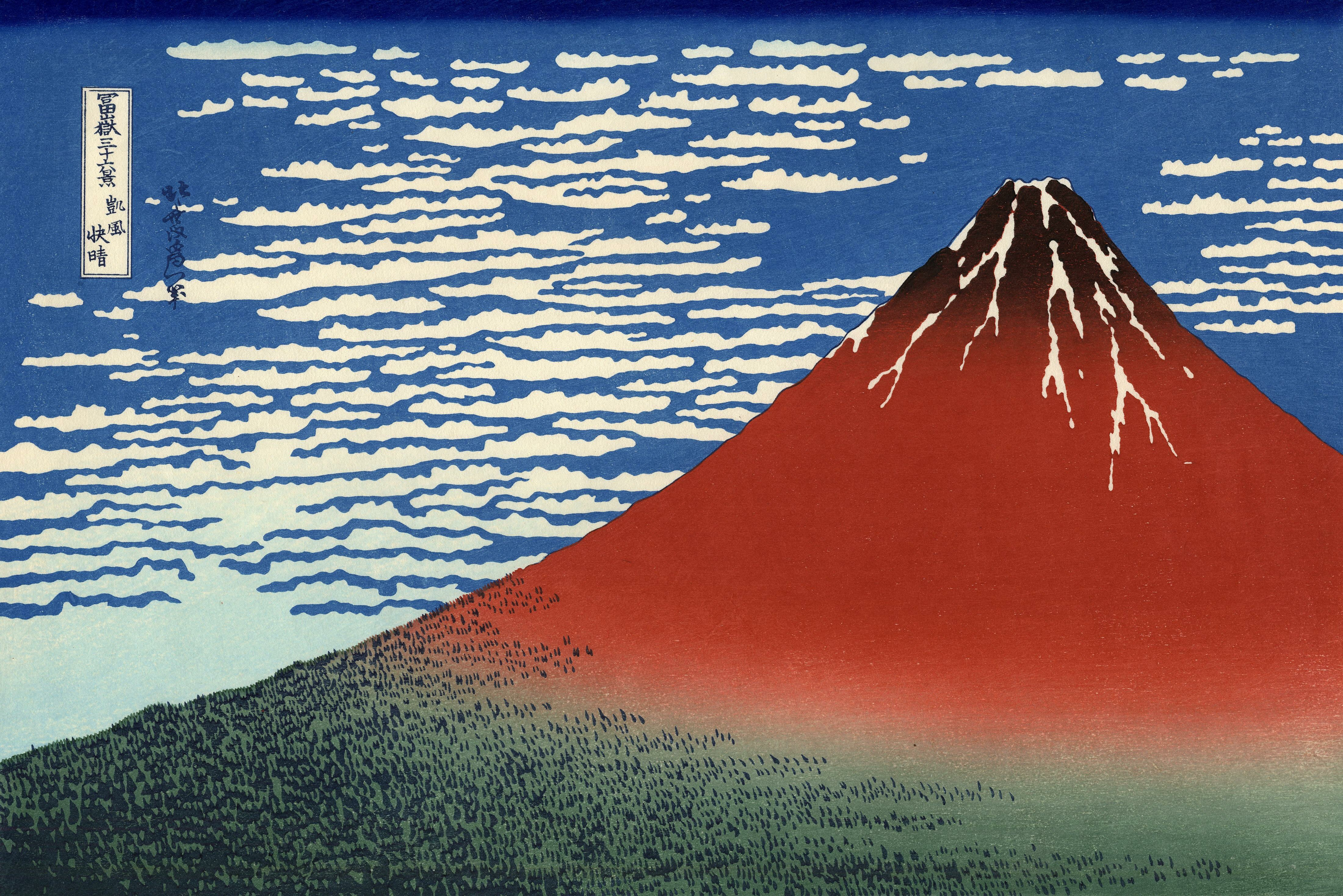
Katsushika Hokusai: Roter Fuji, 1830–1836

Werefkin zeigt die Szenerie des Gemäldes in einem der Gattung Landschaftsmalerei unüblichem Hochformat und legt damit eine Deutung des Inhalts als symbolhaft für nicht sichtbare Welten der Seele und des Geistigen nahe. Entwickelt hat sich das repräsentative Gemälde aus einer 12,5 × 18 cm großen Gouache, mit einem dem Thema Landschaft übereinstimmenden Breitformat. Alle genannten Bildelemente und Farben sind in der Skizze bereits vorgegeben. Der rote Baum, der vor diesem hockende Mensch, die Kapelle und der gelbe Busch erscheinen jedoch an den rechten Bildrand gedrängt. Den Hintergrund nehmen allerdings zwei, durch eine tiefe Schlucht getrennte Berge, ein. Erst im Gemälde wurden sie zu einem einzigen Berg verschmolzen, dessen Gipfel als Atavismus, das Aussehen eines Kraters, eines ehemals tätigen Vulkans, angenommen hat. Er erinnert an den japanischen Fuji (Vulkan).
Dass Der rote Baum mit der japanischen Kunst mit Hokusais Holzschnitt Kiefer vor dem Fuji etwas zu tun haben könnte, ist auf den ersten Blick kaum wahrnehmbar. Über den erweiterten Vergleich mit Jawlenskys Kiefer in Orange wird die Verwandtschaft jedoch sofort ersichtlich. Man erkennt schnell, dass sich Werefkin in jenen Jahren die japanische Kunst in einem Maße anverwandelt hatte, wie es Jawlensky noch nicht vermochte.